# Paraeggerthella hongkongensis
Paraeggerthella hongkongensis es una bacteria grampositiva del género Paraeggerthella. Fue descrita en el año 2009, es la especie tipo. Su etimología hace referencia a Hong Kong. Conocida anteriormente como Eggerthella hongkongensis, que se describió en el año 2006. Es anaerobia estricta e inmóvil. Forma colonias entre grises y blancas y no hemolíticas tras 48 horas de incubación. Temperatura óptima de crecimiento de 37 °C. Catalasa positiva. Tiene un contenido de G+C de 61%. Se ha aislado de sangre en casos de bacteriemia en Hong Kong.